# Средства обнаружения

Морской радиолокатор с круговым обзором пространства

Средства обнаружения технические, обнаружители — устройства, в которых совмещены функции получения информации о внешней среде, обработки, распознавания полученной информации для выделения сигналов, характерных для объектов определенного класса. При обнаружении допустимы только два решения: сигнал есть или сигнала нет. Любые промежуточные решения исключаются.:119 Проблема обнаружения возникает в случае, если сигналы принимаются на фоне помех естественного или искусственного происхождения.:118

## Технические средства

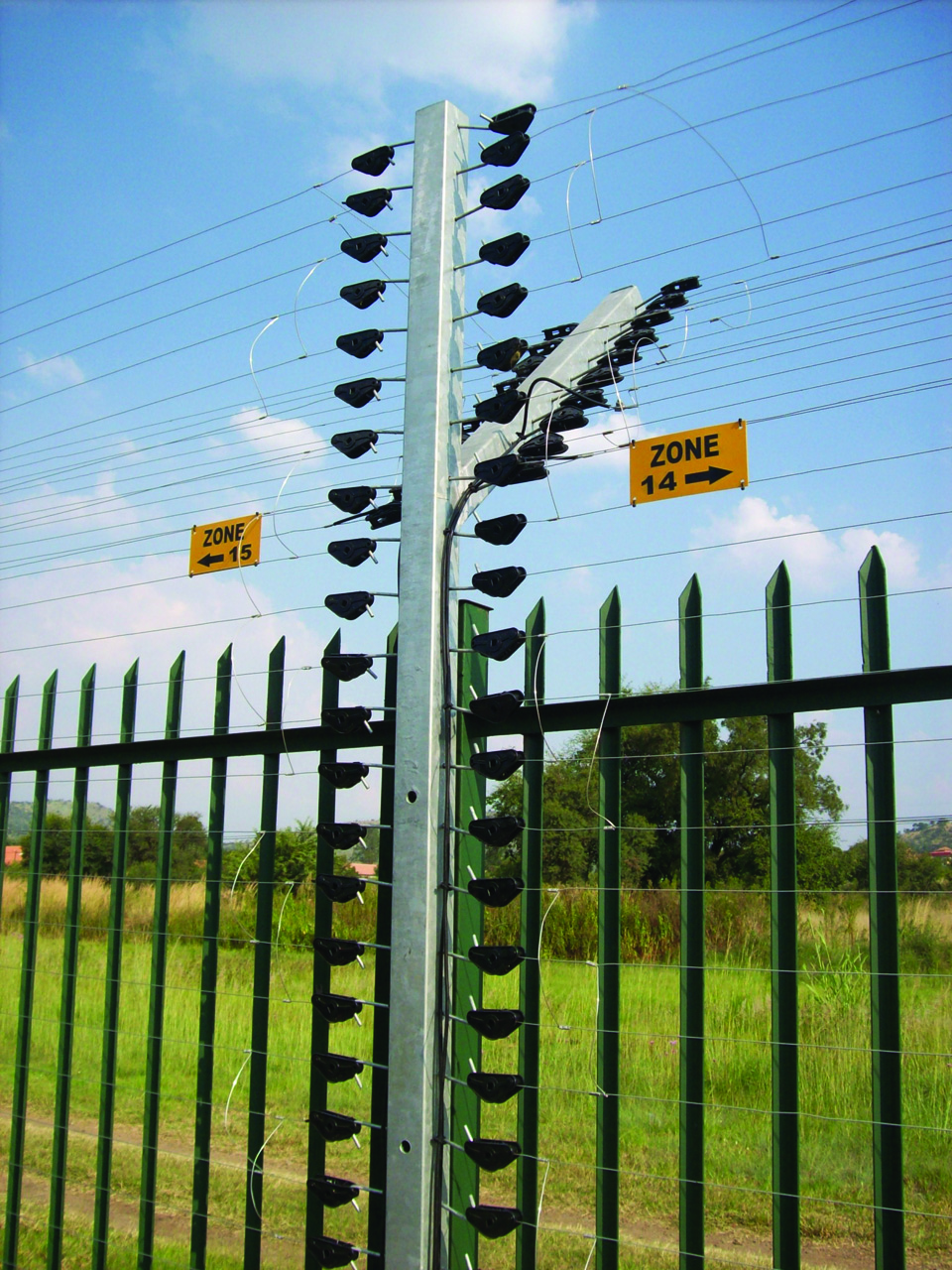
Извещатели для охраны периметра

Датчики тревоги (извещатели) формируют тревожный сигнал при обнаружении объекта.:7 СССР и России исторически сложилось использование (в зависимости от отрасли) двух разных терминов для датчиков тревоги: извещатели и средства обнаружения.:53
Локаторы дополнительно к обнаружению объекта определяют его координаты или распознают его форму с использованием электромагнитных или звуковых волн.
Детекторы обнаруживают энергию, физические поля, излучения.

## Обнаружение
Процесс исследования среды для обнаружения объектов называется обзор пространства, в том числе при использовании средств обнаружения без движущихся частей.
Обнаружение объекта — установление наличия объекта в определённом районе пространства путем приема и обработки сигналов и помех. Принятие решения об обнаружении объекта происходит по определённому правилу оценки сигналов после выделения сигналов из помех. Факт наличия цели устанавливается с вероятностью не ниже заданной. Обнаружение производится в результате выделения объекта на окружающем фоне. Выделяемые объекты по одному или нескольким признакам относятся к интересующему типу целей. Обнаружение с помощью технических средств производится в широком диапазоне электромагнитных колебаний: видимом, инфракрасном, радиоизлучения. Обнаружение также производится по изменению магнитного поля, химического состава атмосферы.
Теория средств обнаружения в математике рассматривается рамках теории поиска,:4 которая занимается задачами определения положения объекта (задачами поиска) с учётом несовершенства реальных средств обнаружения и наблюдателей.:9
Обнаружение отличается от распознавания, при котором определяется класс объекта. При этом поиск, как правило, организуют, чтобы обнаружить объекты определённого класса (косяки рыбы, воздушные объекты и т.п.), скорость движения которых лежит в определённых пределах:17.
Степень автоматизации:
- визуальное или зрительное — обнаружение в результате наблюдения невооружённым глазом или с применением оптических приборов[11][18];
- автоматизированное — обнаружение производится оператором, а дальнейшее сопровождение объекта и определение его координат выполняется техническим средством[19];
- автоматическое — техническим средством вырабатывается решение о наличии объекта и его параметрах[20].

## Объекты обнаружения

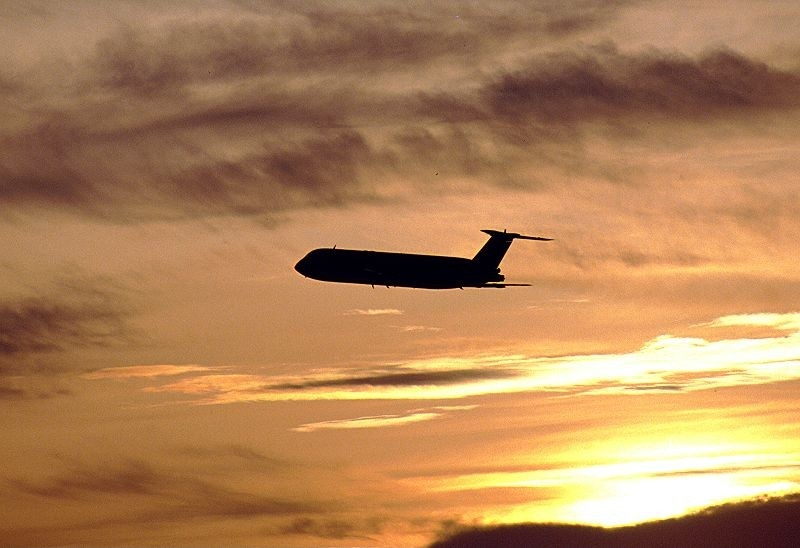
Оптическая контрастность самолёта на фоне неба

Объектами  могут являться различные предметы, расположеные в разных средах, например: летательные аппараты, предметы на поверхности Земли, промысловая рыба и морские животные и т.д.:6 Процесс поиска в значительной степени зависит от свойств объекта обнаружения и параметров технических средств обнаружения.:7 Методами радолокации изучаются метеорологические объекты: области выпадения осадков и связанные с ними явления (облака, грозы). С помощью лазерной локации можно исследовать облака и аэрозоли в атмосфере.
Объект должен иметь характерные особенности:
- свойства объекта отличаются от свойств среды, в которой осуществляется поиск;
- информация о расположении объекта до начала поиска и в его процессе носит неопределённый характер.[15]:6

Возможность обнаружения и сопровождения объекта средствами обнаружения зависит от контрастности отраженного или испускаемого объектом сигнала, для определения вида и типа цели необходима констрастность также по фазовым и поляризационным характеристикам сигнала. Контрастность цели определяется степенью отличия сигнала от фона собственных шумов средства обнаружения, естественных и искусственных помех. Контрастность объектов бывает оптическая, тепловая (инфракрасная), радиолокационная, магнитная.

## Способы обзора пространства

### Слежение за неподвижной областью
Сигнальные средства обнаруживают объект в заданной области. Это может производится при достижении заданной величины одним из параметров сигнала, поступающего от объекта.:7
Датчики цели в результате взаимодействия с целью выдают сигнал, приводящий в действие огневую цепь взрывателей.
Реле механические перемещения подают сигнал при приближении объекта к заданной точке, пересечении линии, поверхности объектом.
В нестационарных параметрических полях (температур, давлений, скоростей и прочих) можно выделить зоны имеющие определённые значения. Задачей поиска является обнаружение таких зон поля, задачей слежения — контроль за перемещением таких зон поля. Просмотр поля может быть осуществлен двумя способами: сканированием лучом и опросом комплекса точечных датчиков.
Технические средства обнаружения пожара: пожарный извещатель, спринклер.

### Слежение за движущимся объектом

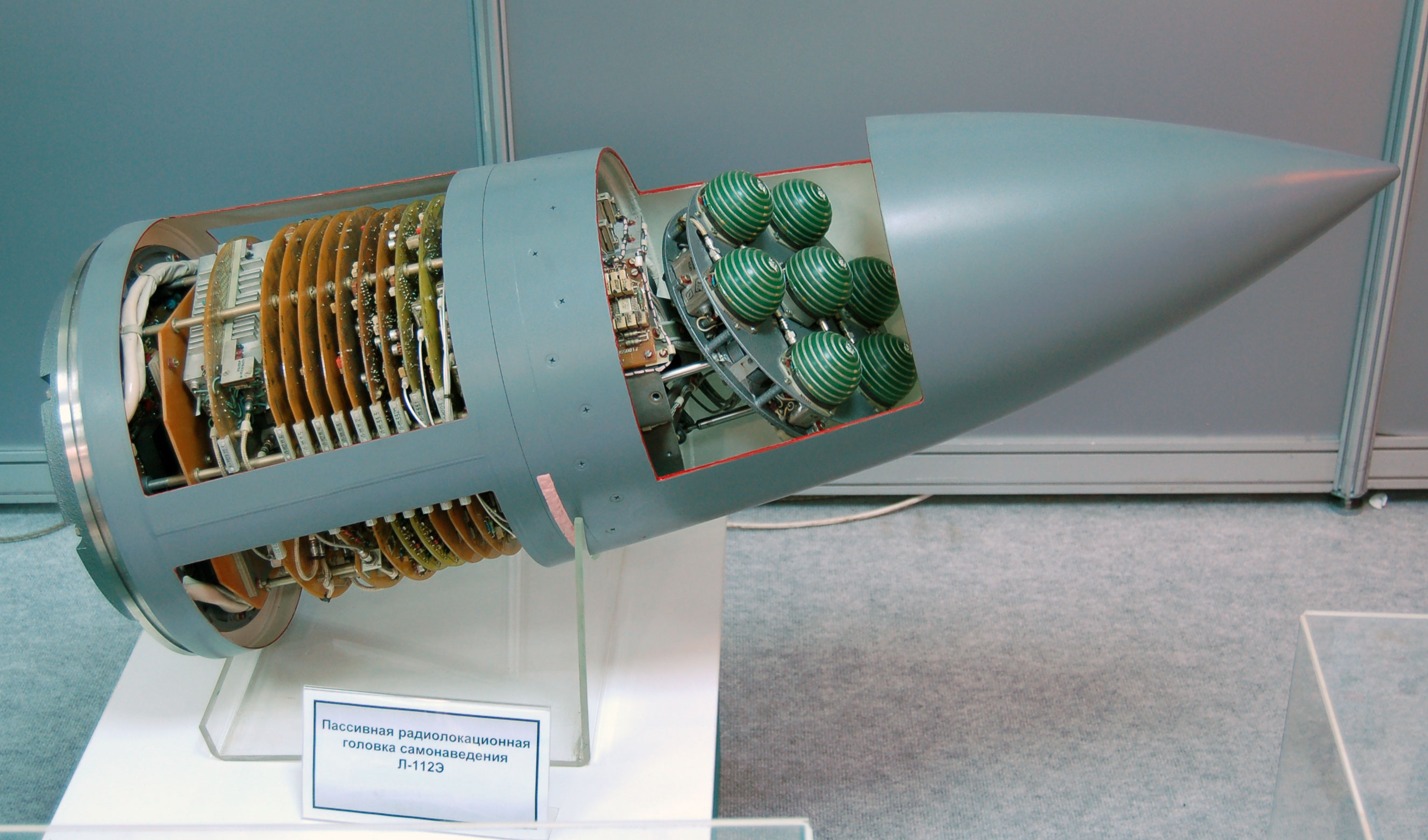
Координатор — пассивная радиолокационная головка самонаведения Л-112Э для ракет Х-31

Координатор — блок приборов, предназначенный для определения положения и параметров движения цели при наведении (самонаведении) на объект. Сопровождение объекта координатором в автоматическом режиме возможно только после захвата. Например, координатор может быть закреплен в передней части ракеты и измерять угловые отклонения объекта от оси ракеты. Величина угла может быть пропорциональна напряжению или току на выходе координатора,:9 которые являются параметрами рассогласования. Иногда координаторы отождествляют с головками самонаведения. Коордианторы следят за положением одного или нескольких объектов.:13
В астрономии следящие системы с оптико-электронными координаторами ведут (гидируют) трубу телескопа вслед за объектом:6.

### Сканирование

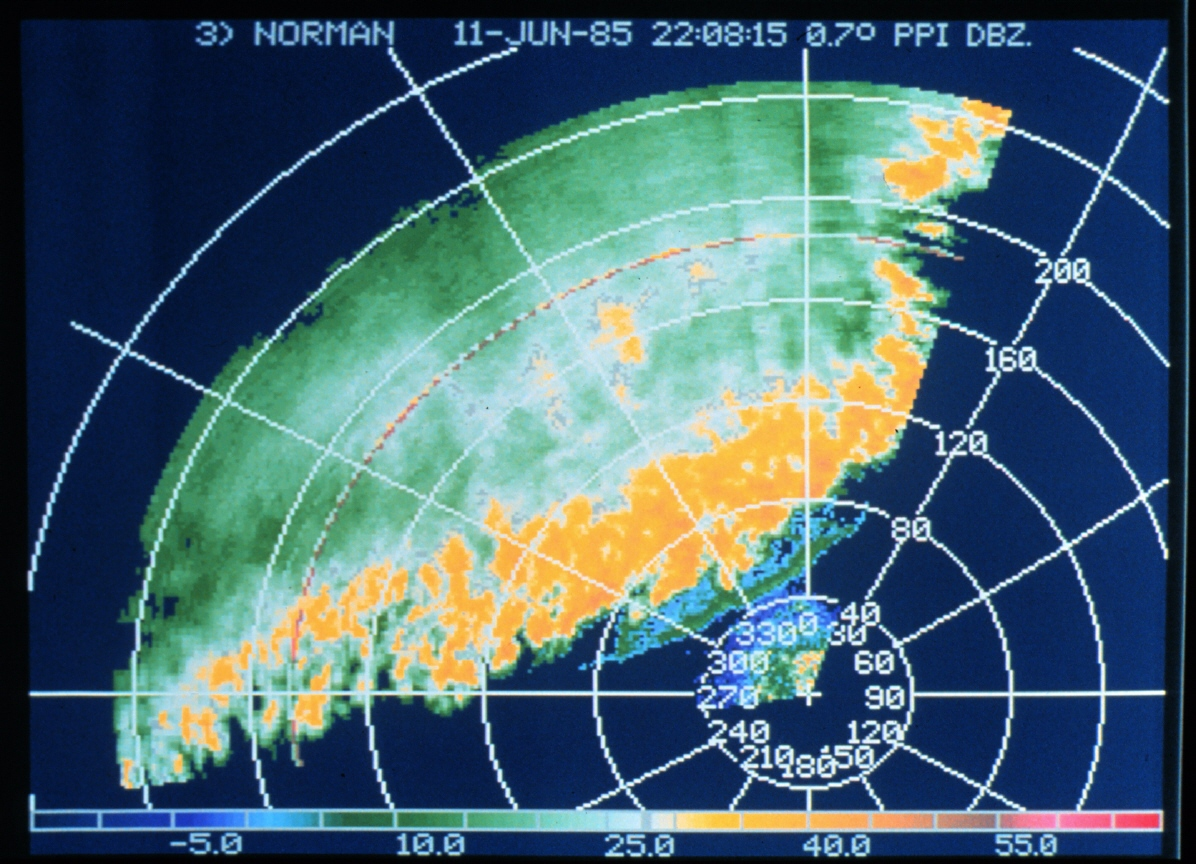
Экран метеорадара

Сканирование — анализ исследуемого пространства путем последовательного передвижения поля зрения устройства; разложение изображения на отдельные элементы.
При поиске объекта узкий луч радиолокатора последовательно проходит все точки пространства в заданом секторе. Последовательный обзор пространства осуществляется по одному из законов двухмерной развертки. Развертывающим устройством осуществляется однозначное преобразование пространственной величины в зависимость от времени. Развертывающим устройством может быть: световой луч; небольшое отверстие в движущемся экране; электронно-лучевой прибор и т.п.
Разложение изображения на отдельные элементы производится растровой системой (растром) из однотипных элементов (отверстий, линз, призм и т.д.). Растр производит структурное преобразование направленного пучка света. Если элементы растровой системы обладают фокусирующим действием, то такие системы называют оптическими.
Локатор — устройство для определения расположения объекта в заданой системе коордиант. Локаторы определяют положение объектов с использованием шкал.:10 Радиолокаторы, гидролокаторы и оптические локаторы решают задачи по определению местоположения объектов, слежению за объектами, распознаванию объектов.
Телевизионная система — поисковая сканирующая система без функционального преобразования изображения. Телевизионные системы обнаружения и визулизации используются в дефектоскопии, ориентации летательных аппаратов, медицинской диагностике и других областях. Технические средства, использующие телевидение, могут обеспечивать визуальное опознавание объектов, которые не обнаруживаются в радио и инфракрасных диапазонах. Для использования необходима соответствующая освещённость и световая контрастность объекта.
Ручные, грунтовые металлоискатели имеют конструкцию в виде антенны на ручке. Место расположения металлического объекта определяется путём движения антенны вблизи объекта.